# Minneola (Kansas)
Minneola è una città degli Stati Uniti d'America, nella contea di Clark, nello Stato del Kansas.